# Нойфельд
Нойфельд (нім. Neufeld) — громада в Німеччині, розташована в землі Шлезвіг-Гольштейн. Входить до складу району Дітмаршен. Складова частина об'єднання громад Марне-Нордзе.
Площа — 10,40 км2. Населення становить 609 ос. (станом на 31 грудня 2020).

## Галерея

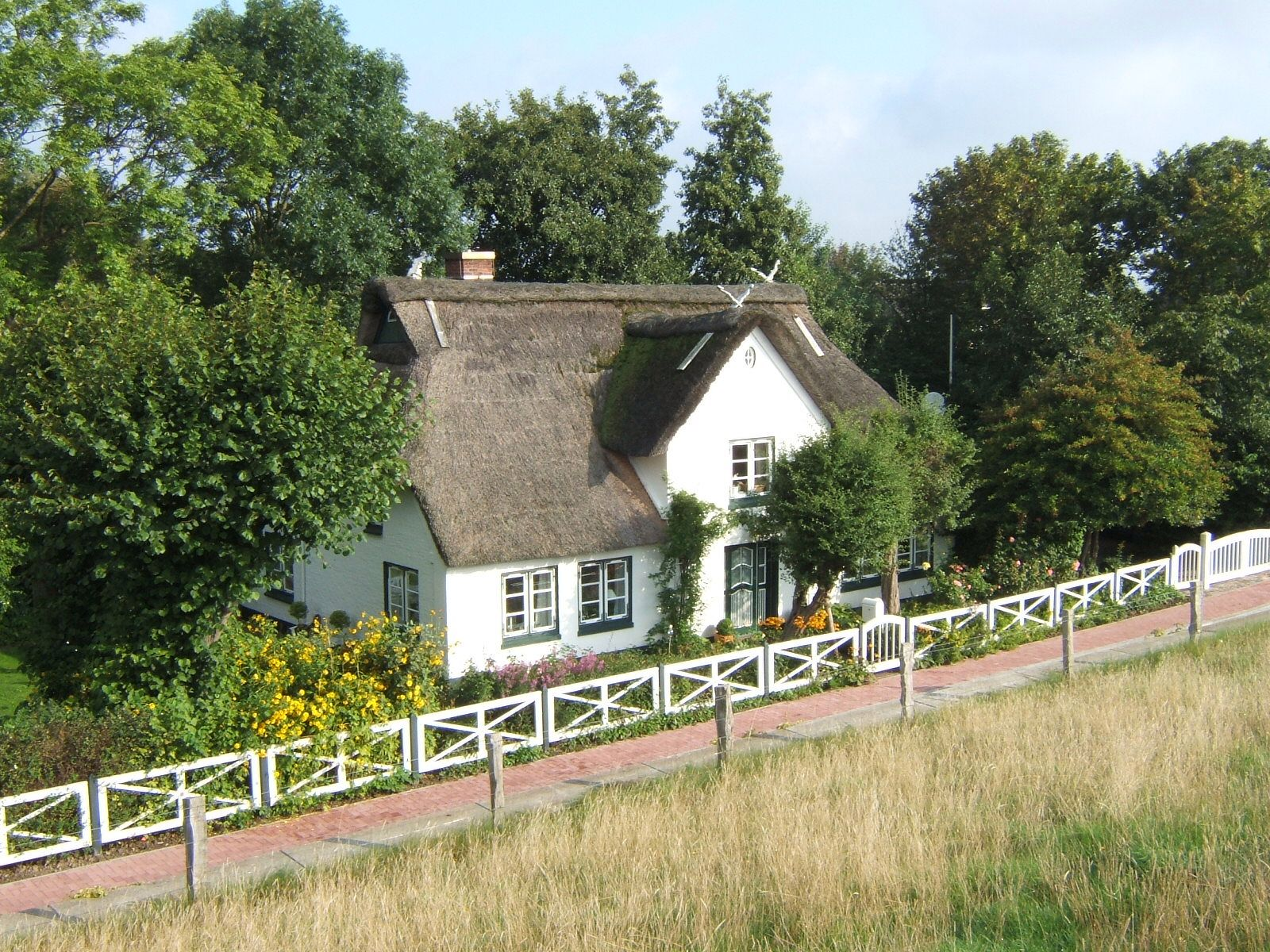
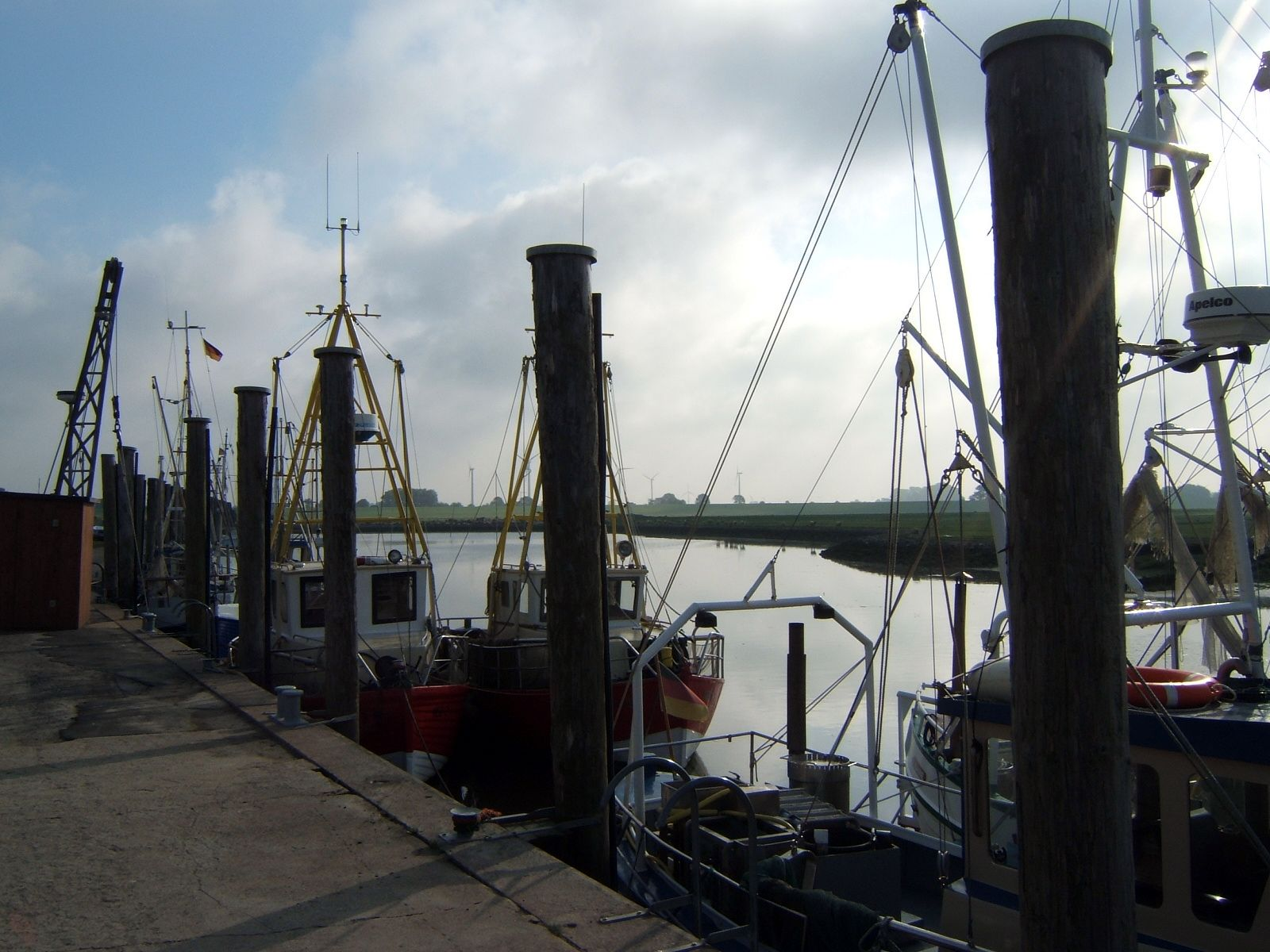